# 1037 هـ
1037 هـ هي سنة في التقويم الهجري امتدت مقابلةً في التقويم الميلادي بين سنتي 1627 و1628.

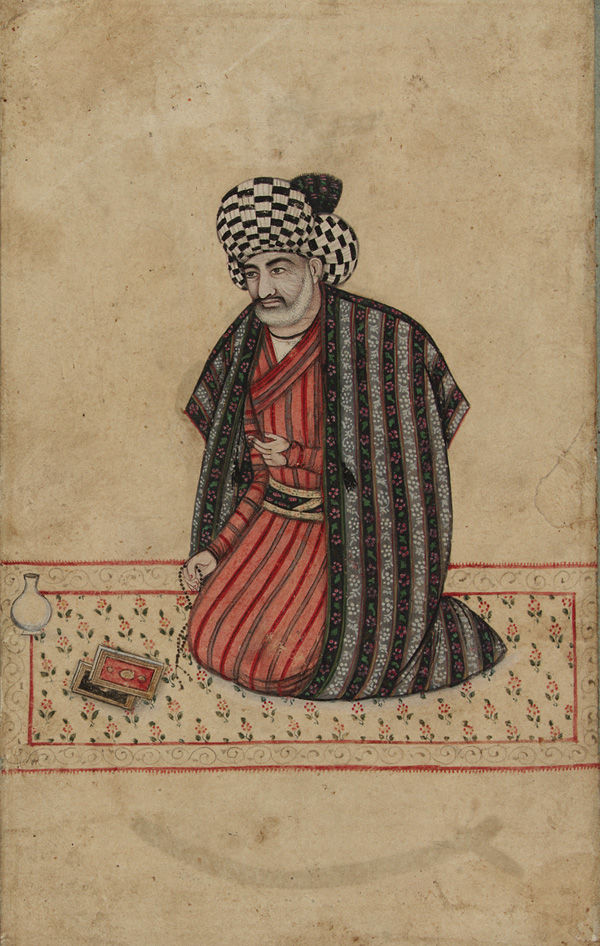
محمد باقر المجلسي

## مواليد
- الروداني
- العلامة المجلسي

## وفيات
- زيدان الناصر بن أحمد، سلطان مغربي.